# Stiftelsen B A Danelii donationsfond
Stiftelsen B A Danelii donationsfond är en svensk stiftelse.
Stockholms stad är förvaltare för stiftelsen.

## Inrättande

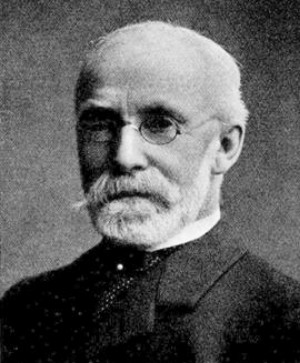
Bror August Danelius c:a 1900.

Fonden inrättades efter grosshandlaren Bror August Danelius  död 1908, då denne efterlämnade  över åtta och en halv miljoner kronor, vilket motsvarar ungefär 159 miljoner kronor i 2021 års penningvärde.

## Användning av fondens medel

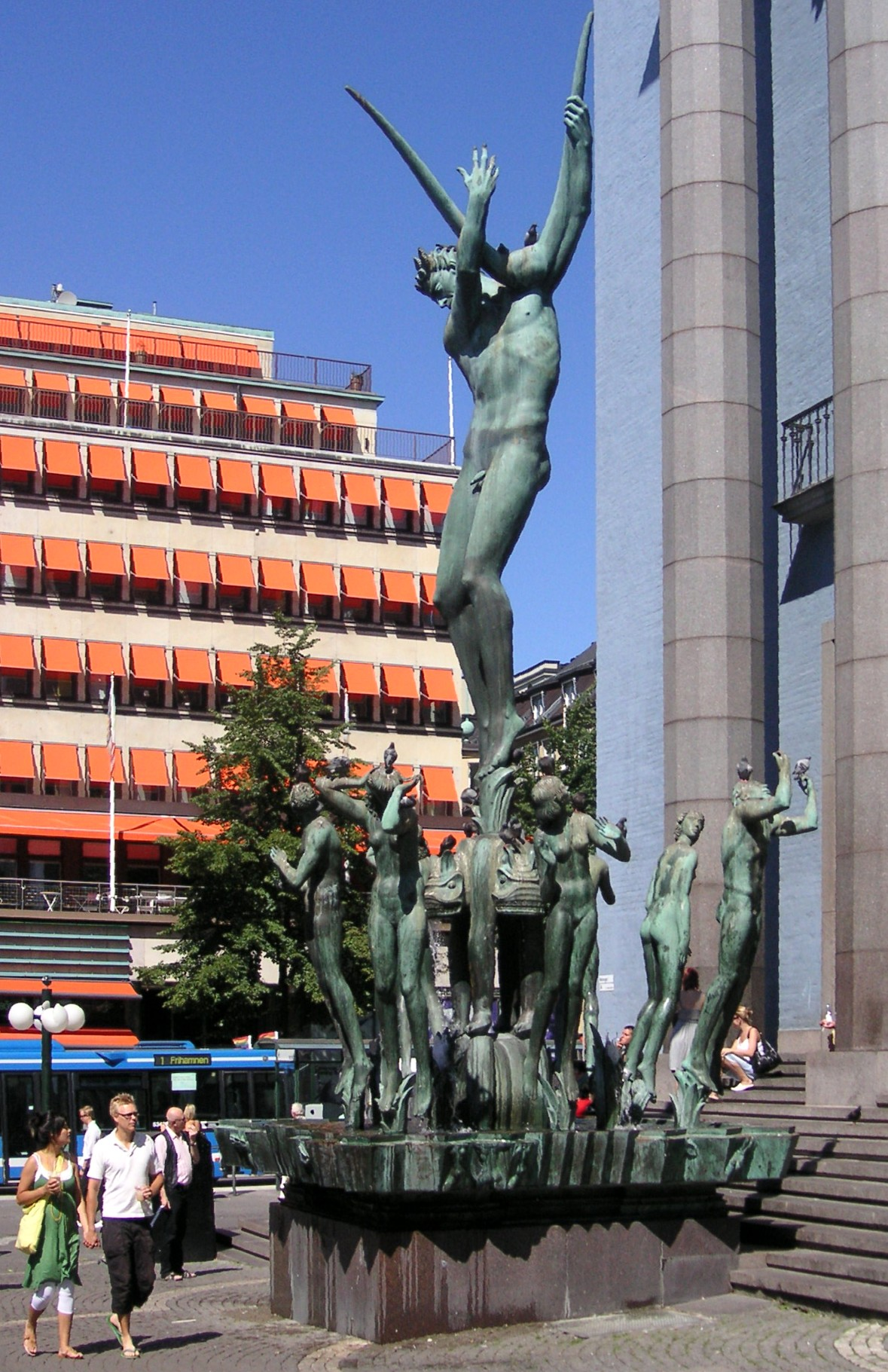
Orfeusgruppen av Carl Milles uppfördes med hjälp av medel ur fonden.

Danelius testamente stipulerade att två miljoner kronor skulle förvaltas av Stockholms stad, vilken Stockholms stadsfullmäktige i mars 1909 beslöt att mottaga. Avkastningen av fonden skulle användas till allmännyttiga ändamål, varav till en början medel gick till bostadshus för arbetande kvinnor  på Bondegatan 72-74, Erstagatan 28 och Ölandsgatan 51 och till skulpturer i Stockholm, bland andra 200 000 kronor till Carl Milles Orfeusgruppen framför Stockholms konserthus. Restaureringen av Sturehovs slott 1954-1957 bekostades av stiftelsen.
Medel ska enligt stiftelsens stadgar från den 3 april 1909 gå till "något ändamål som avser huvudstadens förskönande, förbättrande av dess hygien, eller anslag som avse befolkningens höjande i intellektuellt hänseende och motverkande de strävanden, som från socialdemokratiska eller andra kretsar göras att klavbinda arbetarbefolkningen i fackföreningar, där dess medlemmar förföljas, om de av någon anledning bryter mot dessa fackföreningars drakoniska föreskrifter och påbud."
År 2010 fördelades knappt två miljoner kronor ur donationsfonden och 2011 omkring 1,1 miljoner kronor.

## Stockholms stads ansökan att upphäva villkor i stiftelsens stadgar
Stockholms stad ansökte i november 2015 hos Kammarkollegiet om tillstånd att få upphäva satsen "och motverkande de strävanden, som från socialdemokratiska eller andra kretsar göras att klavbinda arbetarbefolkningen i fackföreningar, där dess medlemmar förföljas, om de av någon anledning bryter mot dessa fackföreningars drakoniska föreskrifter och påbud". Som skäl angav staden bland annat att det var orimligt och omöjligt att kräva av en sökande att man beskriver ett projekt på ett sådant sätt att detaljerna i denna del av föreskrifterna uppfylls. Kammarkollegiet avslog ansökan och motiverade beslutet bland annat med att föreskrifterna gick att följa, då de tre ändamålen är alternativa, att det varken är omöjligt eller orimligt att kräva att den som får bidrag ur en stiftelse uppfyller de krav stiftaren har angett i stiftelsens föreskrifter samt att den omständigheten att Stockholms stad såsom förvaltare ansåg att föreskrifterna bör ändras inte utgjorde skäl för ändring. Inte heller fanns det synnerliga skäl att medge den ändring Stockholms stad ville genomföra.
Stockholms stad överklagade, och Förvaltningsrätten avslog överklagandet. Staden överklagade Förvaltningsrättens dom men Kammarrätten meddelade inte prövningstillstånd.